# بيكي مورغان
بيكي مورغان (بالإنجليزية: Becky Morgan)‏ هي لاعبة غولف بريطانية، ولدت في 5 سبتمبر 1974 في أبرغافني ‏ في المملكة المتحدة.

## وصلات خارجية
- بيكي مورغان على موقع رابطة لاعبات الغولف المحترفات (الإنجليزية)
- بيكي مورغان على موقع رابطة أوروبا للاعبات الغولف المحترفات (الإنجليزية)